# غراهام باكلي
غراهام باكلي (بالإنجليزية: Graham Buckley)‏ هو لاعب كرة قدم بريطاني في مركز الهجوم، ولد في 1 أكتوبر 1963 في إدنبرة في المملكة المتحدة. لعب مع دونفرملين أثلتيك.